# Stromata

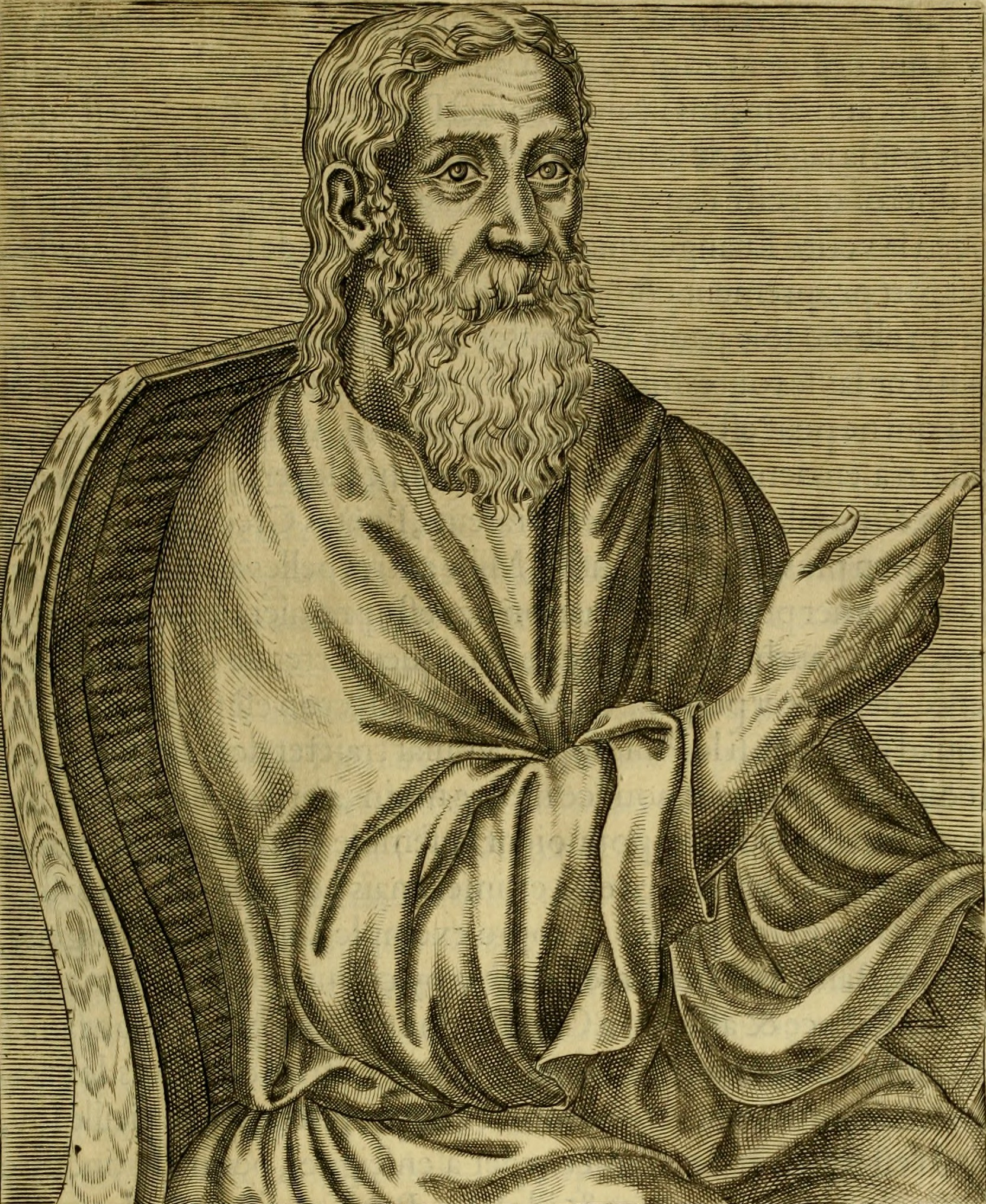
Pintura de Clemente de Alejandría

Stromata (‘Tapices’, también traducido como ‘Miscelánea’) es la tercera obra de la trilogía de Clemente de Alejandría sobre la vida cristiana. El contenido de los Stromata, como su título lo indica, es variado. Su lugar en la trilogía está en disputa: Clemente inicialmente tenía la intención de escribir el Didasculus, una obra que complementaría la guía práctica del Paedagogus con una educación más intelectual en teología. El Stromata es menos sistemático y ordenado que los otros trabajos de Clemente, y André Méhat ha teorizado que estaba destinado a un número limitado de lectores esotéricos.

## Contenido
Clemente le dio el título de Stromateis ("mosaico") porque trata con una gran variedad de temas. Este va más allá que su libro predecesor y se enfoca en la perfección de la vida cristiana iniciándose en la completa sabiduría.
Stromata trata sobre las bases de la escritura y de la tradición, para dar un testimonio fuerte de la fe cristiana y responder a las demandas de los sabios, y para conducir al aprendiz en la más pura realidad de sus creencias.
La obra está compuesta por ocho libros.

### El primer libro
Comienza sobre el tema de la filosofía griega. De acuerdo con sus otros escritos, Clemente afirma que la filosofía tenía un papel propedéutico para el griego, similar a la función de la ley para los judíos. Luego se embarca en una discusión sobre los orígenes de la cultura y la tecnología griegas, argumentando que la mayoría de las figuras importantes en el mundo griego eran extranjeros y (erróneamente) que la cultura judía era la influencia más significativa en Grecia. En un intento por demostrar la primacía de Moisés, Clemente da una cronología extendida del mundo, en la que fecha el nacimiento de Cristo en el 25 de abril o mayo, entre los años 4-2 a. C., y la creación del mundo en el año 5592 a. C. El libro termina con una discusión sobre el origen de los idiomas y la posibilidad de una influencia judía en Platón.

### El segundo libro
Está dedicado en gran medida a los papeles respectivos de la fe y el argumento filosófico. Clemente sostiene que si bien ambos son importantes, el temor a Dios es primordial, porque a través de la fe uno recibe la sabiduría divina. Para Clemente, la escritura es una filosofía primitiva innatamente verdadera que se complementa con la razón humana a través del Logos. La fe es voluntaria, y la decisión de creer es un paso fundamental crucial para acercarse a Dios. Nunca es irracional, ya que se basa en el conocimiento de la verdad del Logos, pero todo el conocimiento procede de la fe, ya que los primeros principios no se pueden probar fuera de una estructura sistemática.

### El tercer libro
Cubre el ascetismo. Habla sobre el matrimonio; Clemente rechaza la oposición gnóstica al matrimonio, argumentando que solo los hombres que no están interesados en las mujeres deben permanecer célibes, y que el sexo es un bien positivo si se realiza dentro del matrimonio con fines de procreación. Sin embargo, no siempre ha sido así: la caída ocurrió porque Adán y Eva sucumbieron a su deseo mutuo y copularon antes del tiempo asignado. Él argumenta en contra de la idea de que los cristianos deben rechazar a su familia por una vida ascética, idea que se deriva de Lucas 14: 25–27, y afirmando que Jesús no habría contradicho el precepto mosaico de "Honra a tu Padre y a tu Madre" (Éxodo 20:12) , uno de los diez mandamientos. Clemente concluye que el ascetismo solo será recompensado si la motivación es de naturaleza cristiana y, por lo tanto, el ascetismo de los no cristianos como los gimnosofistas no tiene sentido.

### El cuarto libro
Clemente lo empieza con una explicación tardía de la naturaleza desorganizada de la obra, y da una breve descripción de sus objetivos para los tres o cuatro libros restantes. El cuarto libro se centra en el martirio. Si bien todos los buenos cristianos no deberían tener miedo a la muerte, Clemente condena a aquellos que buscan activamente la muerte de un mártir, argumentando que no tienen suficiente respeto por el regalo de la vida de Dios. Él es ambivalente sobre si un cristiano creyente puede convertirse en mártir en virtud de la forma de su muerte, o si el martirio está reservado para aquellos que han vivido vidas excepcionales. Los marcionistas no pueden convertirse en mártires, porque no creen en la divinidad de Dios Padre; sus sufrimientos son en vano. Hay entonces una digresión al tema de la epistemología teológica. Según Clemente, no hay forma de probar empíricamente la existencia de Dios Padre, porque el Logos tiene un significado revelador, no analizable, aunque Cristo fue un objeto de los sentidos. Dios no tuvo principio, y es el primer principio universal.

### El quinto libro
Vuelve al tema de la fe. Clemente argumenta que la verdad, la justicia y la bondad solo pueden ser vistas por la mente, no por el ojo; La fe es una forma de acceder a lo invisible. Él enfatiza que el conocimiento de Dios solo se puede lograr a través de la fe una vez que se han corregido los defectos morales. Esto es paralelo a la insistencia anterior de Clemente de que el martirio solo puede ser alcanzado por aquellos que practican su fe en Cristo a través de buenas obras, no aquellos que simplemente profesan su fe. Dios trasciende la materia por completo y, por lo tanto, el materialista no puede llegar a conocer a Dios. Aunque Jesucristo fue Dios encarnado en la tierra, es nuestra comprensión espiritual, no física de él, lo que es importante.

### El sexto libro
Al comienzo Clemente tiene la intención de demostrar que las obras de los poetas griegos se derivaron de los libros proféticos de la Biblia. Para reforzar su posición de que los griegos se inclinaban por el plagio, cita numerosos casos de apropiación inapropiada por parte de escritores griegos clásicos. Clemente luego se desvía del tema del pecado y el infierno, argumentando que Adán no fue perfecto cuando fue creado, sino que se le dio el potencial para alcanzar la perfección. Defiende una doctrina ampliamente universalista, sosteniendo que la promesa de salvación de Cristo está disponible para todos, incluso para aquellos condenados al infierno.

### El séptimo libro
Comienza con una descripción de la naturaleza de Cristo y la del verdadero cristiano, que aspira a ser lo más similar posible al Padre y al Hijo. Clemente luego critica el antropomorfismo simplista de la mayoría de las religiones antiguas, citando la famosa descripción de Jenófanes de las deidades africanas, tracias y egipcias. Los dioses griegos también pueden haber tenido su origen en la personificación de objetos materiales: Ares que representa el hierro y el vino de Dioniso. La oración y la relación entre el amor y el conocimiento se discuten. 1 Corintios 13: 8 parece contradecir la caracterización del verdadero cristiano como alguien que sabe; pero para Clemente, el conocimiento se desvanece solo porque está subsumido por el amor universal expresado por el cristiano en su reverencia por su Creador. Siguiendo a Sócrates, argumenta que el vicio surge de un estado de ignorancia, no de intención. El cristiano es un "trabajador en la viña de Dios", responsable tanto de su propio camino hacia la salvación como del de su prójimo. El trabajo termina con un pasaje extendido contra las divisiones y herejías contemporáneas dentro de la iglesia.

## La cuestión de Un Octavo Libro
Clemente pretendía hacer solo un libro de esto; al menos siete surgieron de él, sin haber tratado todos los temas propuestos. La ausencia de ciertas cosas definitivamente prometidas ha llevado a los académicos a preguntarse si escribió un octavo libro, como parecería de Eusebio (VI. Xiii. 1), y se han hecho varios intentos para identificar tratados breves o fragmentarios de su trabajo. eso puede haber sido parte de este libro. Photius, escribiendo en el siglo IX, encontró varios textos anexos a los manuscritos de los siete libros canónicos, lo que llevó a Daniel Heinsius (1580–1655) a sugerir que el octavo libro original se perdió, e identificó el texto que supuestamente era del octavo.
En cualquier caso, los "extractos" y las "selecciones" que, con parte de un tratado sobre el método lógico, se designan como el octavo libro de los Stromata en un solo manuscrito del siglo XI, no son parte de los Hipotipos, que Clemente es conocido por haber escrito. Este trabajo fue un breve comentario sobre pasajes seleccionados que cubren toda la Biblia, como se muestra en los fragmentos conservados por Oecumenius y en la versión latina del comentario sobre las Epístolas Católicas hecho a instancia de Casiodoro.

## Algunas Citas
"Y cuando [Dios] dice: 'No seas demasiado con una mujer extraña', nos advierte que usemos, pero no nos demoremos y pasemos tiempo con la cultura secular".
"La sabiduría es, por lo tanto, la reina de la filosofía, ya que la filosofía es de la cultura preparatoria. Porque si la filosofía profesa el control de la lengua y el vientre, y las partes debajo del vientre, debe elegirse por su propia cuenta. Pero parece más valioso de respeto y preeminencia, si se cultiva para el honor y el conocimiento de Dios ".